# Timo Werner
Timo Werner (pronunciació alemanya: [ˈtiːmoː ˈvɛɐ̯nɐ]; Stuttgart, Alemanya, 6 de març de 1996) és un futbolista alemany que juga com a davanter al Tottenham de la Premier anglesa cedit pel RB Leipzig de la Bundesliga.

## Trajectòria
Timo Werner ha estat sense cap dubte una de les estrelles emergents dels últims anys de la Bundesliga.

### VfB Stuttgart
Va fer el seu debut amb el VfB Stuttgart l'1 d'agost de 2013 durant la fase de classificació de la Lliga Europa de la UEFA 2013-2014 contra el PFC Botev Plovdiv. Werner tenia 17 anys, quatre mesos i 25 dies, convertint-se en el jugador més jove en jugar un partit oficial amb el primer equip.
Va fer la seva primera aparició a la Bundesliga el 17 d'agost de 2013 contra el Bayer Leverkusen. El 22 de setembre 2013 va fer el seu primer gol amb el primer equip contra l'Eintracht Frankfurt. El 10 de novembre, contra el SC Freiburg, es va convertir en el jugador més jove a la història de la lliga en fer dos gols en un partit, en una victòria per 3-1.

### RB Leipzig
L'11 de juny de 2016, va signar un contracte de quatre anys amb el RB Leipzig. El traspàs es va valorar en 10 milions d'euros, pel que es convertia en aquell moment en la transferència més elevada del club. El davanter va fer 21 dels 66 gols de l'equip aquella temporada a la lliga, ajudant a assolir el segon lloc i la classificació per a la Lliga de Campions de la UEFA 2017–18, per primera vegada a la seva història l'equip participaria en una competició europea internacional.

## Estadístiques
| Club                     | Temporada          | Lliga | Lliga | Lliga   | Copa nacional | Copa nacional | Copa nacional | Torneigs Internacionals | Torneigs Internacionals | Torneigs Internacionals | Total | Total | Total   |
| Club                     | Temporada          | Part. | Gols  | Assist. | Part.         | Gols          | Assist.       | Part.                   | Gols                    | Assist.                 | Part. | Gols  | Assist. |
| ------------------------ | ------------------ | ----- | ----- | ------- | ------------- | ------------- | ------------- | ----------------------- | ----------------------- | ----------------------- | ----- | ----- | ------- |
| VfB Stuttgart · Alemanya | 2013-14            | 30    | 4     | 5       | 2             | 0             | 0             | 2                       | 0                       | 0                       | 34    | 4     | 5       |
| VfB Stuttgart · Alemanya | 2014-15            | 32    | 3     | 1       | 1             | 0             | 0             | -                       | -                       | -                       | 33    | 3     | 1       |
| VfB Stuttgart · Alemanya | 2015-16            | 33    | 6     | 3       | 3             | 1             | 1             | -                       | -                       | -                       | 36    | 7     | 4       |
| VfB Stuttgart · Alemanya | Total              | 95    | 13    | 9       | 6             | 1             | 1             | 2                       | 0                       | 0                       | 103   | 14    | 10      |
| RB Leipzig · Alemanya    | 2016-17            | 31    | 21    | 5       | 1             | 0             | 0             | -                       | -                       | -                       | 32    | 21    | 5       |
| RB Leipzig · Alemanya    | 2017-18            | 26    | 11    | 3       | 2             | 1             | 0             | 11                      | 7                       | 0                       | 39    | 19    | 3       |
| RB Leipzig · Alemanya    | Total              | 57    | 32    | 8       | 3             | 1             | 0             | 11                      | 7                       | 0                       | 71    | 40    | 8       |
| Total a la carrera       | Total a la carrera | 152   | 45    | 17      | 9             | 2             | 1             | 13                      | 7                       | 0                       | 174   | 54    | 18      |

## Internacional

### Sub-17
Va jugar amb Alemanya al Campionat d'Europa Sub-17 de 2012.
| Copa             | Seu       | Resultat  |
| ---------------- | --------- | --------- |
| Euro Sub-17 2012 | Eslovènia | Subcampió |

### Absoluta
Werner va ser cridat per la selecció absoluta el 22 de març del 2017 per l'entrenador Joachim Löw per a jugar l'amistós contra Anglaterra i el partit classificatori pel Mundial de 2018 contra Azerbaijan el 22 i el 26 de març de 2017 respectivament, d'aquesta manera es convertia en el primer jugador del Leipzig en vestir la samarreta de la selecció alemanya. El 25 de juny del 2017, va marcar 2 gols contra el Camerun i el 29 de juny un gol davant de Mèxic a la Copa Confederacions 2017, convertint-se en el màxim golejador del torneig i guanyant la Bota d'Or.

## Palmarès
RB Leipzig
- Copa alemanya: 2022-23
- Supercopa alemanya: 2023

Chelsea FC
- Lliga de Campions de la UEFA: 2020-21[5]
- Supercopa de la UEFA: 2021[6]
- Copa del Món de Clubs de la FIFA: 2021[7]

Tottenham Hotspur FC
- Lliga Europa de la UEFA: 2024–25[8]

Selecció alemanya
- Copa Confederacions de la FIFA: 2017[9]